# Le Hasard et la Violence
Pour plus de détails, voir Fiche technique et Distribution.
Le Hasard et la Violence est un film franco-italien réalisé par Philippe Labro, sorti en 1974.

## Synopsis
Laurent Bermann, essayiste ayant théorisé sur les relations entre hasard et violence, vient sur la côte en basse saison pour y écrire son prochain essai. Le hasard lui fera rencontrer l'amour mais également la violence, brute et gratuite, qui rôde autour de lui dans la ville.

## Fiche technique
Sauf indication contraire, les informations mentionnées dans cette section peuvent être confirmées par la base de données cinématographiques Unifrance,  présente dans la section « Liens externes ».
- Titre original français : Le Hasard et la Violence
- Titre italien : Amore e violenza
- Réalisateur : Philippe Labro
- Assistants : Thierry Chabert et Marc Grunebaum
- Scénario : Philippe Labro et Jacques Lanzmann
- Dialogues :  Jacques Lanzmann
- Photographie : André Domage
- Montage : Thierry Derocles
- Musique : Michel Colombier
- Son : Paul Lainé
- Décors : Bernard Evein
- Coordinateur des combats et des cascades : Claude Carliez et son équipe
- Producteur : Jacques-Éric Strauss
- Production : Euro International Film - Président Film
- Tournage : du 26 novembre 1973 au 30 janvier 1974
- Pays de production :  France •  Italie
- Langue : français
- Format : couleur par Eastmancolor • 1,66:1 • Son mono • 35 mm
- Durée : 78 minutes
- Genre : drame
- Date de sortie : 
  - France : 24 avril 1974
  - Italie : 5 septembre 1974

## Distribution
- Yves Montand : Laurent Bermann
- Katharine Ross : Dr. Constance Weber
- Jean-Claude Dauphin : Gilbert Morgan
- Catherine Allégret : la fille de l'agence immobilière
- Antonio Casagrande : Gérard
- Sergio Fantoni : l'inspecteur Tanner
- Giuseppe Addobbati : Dr. Morgan (crédité Giuseppe Addobati)
- Riccardo Mangano : le directeur de la prison
- Massimo De Rossi : le fou de karaté
- Corinne Puccar : Nadine
- René Morard : un homme sur la plage
- Dan Vieru : un homme sur la plage
- Jean-Pierre Mette : un homme sur la plage
- H. Raynaud : un homme sur la plage
- Pierre Dominique : le prisonnier de la cellule 8
- Riccardo Cucciolla : Dr. Puget (non crédité)
- Hans Christian Blech : un passant (non crédité)